# Format de fitxer GIS

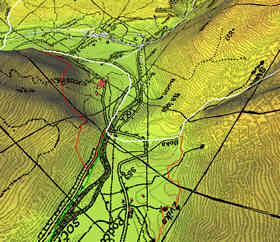
Model digital d'elevació, mapa (imatge) i dades vectorials.

Un format de fitxer GIS és un estàndard per codificar informació geogràfica en un fitxer informàtic, com a tipus de format de fitxer especialitzat per utilitzar-lo en sistemes d'informació geogràfica (GIS) i altres aplicacions geoespacials. Des de la dècada de 1970, s'han creat desenes de formats basats en diversos models de dades amb diferents finalitats. Han estat creats per agències de mapes governamentals (com l'USGS o National Geospatial-Intelligence Agency), proveïdors de programari GIS, organismes d'estàndards com l'Open Geospatial Consortium, comunitats d'usuaris informals i fins i tot desenvolupadors individuals.
Les primeres instal·lacions de GIS dels anys 60, com el Sistema d'Informació Geogràfica del Canadà, es van basar en programari a mida i dades emmagatzemades en estructures de fitxers a mida dissenyades per a les necessitats del projecte en particular. A mesura que van aparèixer més d'aquests, es van poder comparar per trobar millors pràctiques i estructures comunes. Quan es va desenvolupar el programari SIG d'ús general als anys setanta i principis dels vuitanta, incloent programes de laboratoris acadèmics com el Laboratori de Harvard per a Gràfics per Computador i Anàlisi Espacial, les agències governamentals (per exemple, el sistema de superposició de mapes i estadística (MOSS) desenvolupat pels EUA). Fish & Wildlife Service i Bureau of Land Management), i noves empreses de programari GIS com Esri i Intergraph, cada programa es va crear al voltant del seu propi format de fitxer propietari (i sovint secret). Atès que cada instal·lació SIG estava efectivament aïllada de totes les altres, l'intercanvi entre ells no era una consideració important.
S'han creat més d'un centenar de formats diferents per a l'emmagatzematge de dades espacials, dels quals 20-30 són actualment d'ús comú per a diferents finalitats.

## Formats ràster
Com qualsevol imatge digital, les dades GIS ràster es basen en una tessel·lació regular de l'espai en una graella rectangular de files i columnes de cel·les (també conegudes com a píxels), amb cada cel·la amb un valor mesurat emmagatzemat. La diferència principal amb una fotografia és que la quadrícula es registra a l'espai geogràfic en lloc d'un camp de visió. La resolució del conjunt de dades ràster és l'amplada de la seva cel·la en unitats terrestres.

## Formats vectorials
Un conjunt de dades vectorials (de vegades anomenat conjunt de dades de característiques) emmagatzema informació sobre objectes discrets, utilitzant una codificació del model de dades lògics vectorials per representar la ubicació o geometria de cada objecte, i una codificació de les seves altres propietats que normalment es basa en la tecnologia de bases de dades relacionals. Normalment, un únic conjunt de dades recull informació sobre un conjunt d'objectes molt relacionats o similars, com ara totes les carreteres d'una ciutat.